# Truck (musikgrupp)
Truck var en svensk musikgrupp. Gruppen bestod av Roger Holegård, Thomas Wiklund, Plutten Larsson och Rolf "Roffe" Carsbring. Bandet bildades efter det att svenska jazzrockbandet Wasa Express upplöstes 1979.
Truck gav ut två singlar Lägg inte på din lur / Jag vill ha (1980) och Impala (1981). Bandet framträdde bland annat live i Sveriges Radio P3 år 1980.

## Diskografi
Singlar
- "Lägg inte på din lur" / "Jag vill ha" (1980)[1]
- "Impala" / "Taktfast takt" (1981)[2]